# Carlo Janka
Pour les articles homonymes, voir Janka (homonymie).
Carlo Janka, né le 15 octobre 1986 à Obersaxen (Suisse), est un skieur alpin suisse. Champion du monde de géant en 2009, il est sacré champion olympique de géant l'année suivante à Vancouver, puis termine la saison 2010 en tête du classement général de la Coupe du monde. Il est le premier skieur suisse à remporter un "gros" globe de cristal depuis Paul Accola en 1992.
Médaillé de bronze en descente lors des Championnats du monde junior en 2006, il fait partie des révélations d'une part de la Coupe du monde en 2009 où il remporte deux victoires en géant à Val d'Isère et en combiné à Wengen ainsi que le petit globe de cristal du super-combiné, puis des Championnats du monde 2009 où il a remporté le titre en slalom géant et le bronze en descente. Il symbolise cette année-là, à l'instar de Lara Gut chez les dames, la nouvelle génération suisse en ski alpin. En 2010, il devient champion olympique du slalom géant. Il remporte le classement général de la coupe du monde de ski alpin 2010.

## Biographie

### Débuts
Il participe à sa première course FIS-Race le 12 janvier 2002 lors du slalom d'Anzère en prenant la 37e place. Il prend part cette année 2002 à différentes épreuves de FIS-Race dans les disciplines de super G, slalom géant, descente et slalom. Il poursuit cette apprentissage les saisons 2003 et 2004, lors de cette dernière il participe à sa première épreuve de Coupe d'Europe lors du géant de Saint-Moritz (abandon en deuxième manche). En 2005, il participe aux Championnats du monde junior à Bardonnèche, son meilleur résultat est une neuvième place en descente (accompagné d'une 16e place en super G, 22e en slalom et un abandon en deuxième manche en géant). Lors de la saison 2006, il prend part à plus en plus d'épreuves en Coupe d'Europe, atteignant le podium au géant du Valloire, des Menuires et au super G de Veysonnaz. Il renoue l'expérience des Championnats du monde junior, cette fois-ci au Québec. Après un abandon en descente et en slalom, ajouté à une septième place en super G, il ponctue ces mondiaux avec une médaille de bronze en slalom géant derrière Stefan Guay et Petteri Kantola.
Lors de la saison 2007, il poursuit son apprentissage du haut-niveau en Coupe d'Europe et prend même part à quatre épreuves de Coupe du monde, la première au super-combiné de Reiteralm le 10 décembre 2006 (abandon), la seconde au géant d'Alta Badia (disqualifié) puis la troisième au géant d'Adelboden (disqualifié) et enfin la quatrième au géant de Kranjska Gora (abandon). Lors de la saison 2008, il intègre l'équipe de Suisse en Coupe du monde et participe au moins une fois à chacune des cinq disciplines ; c'est en super-combiné qu'il réalise sa meilleure performance avec une huitième place à Val d'Isère (où se sont déroulés les Championnats du monde 2009), suivie d'un géant avec une neuvième place à Whistler (site olympique de 2010). Il clôt sa première véritable saison en Coupe du monde à la 64e place du général.

### 2009: Premières victoires
Lors de la saison 2009, Carlo Janka semble avoir franchi un palier. Il commence l'année avec une neuvième place au géant de Sölden puis crée la surprise en montant sur son premier podium en coupe du monde dans la descente de Lake Louise le 29 novembre 2008 avec pourtant le dossard 65, devancé seulement par Peter Fill. Il intègre un nouveau top-10 à l'occasion du géant de Beaver Creek et du super-combiné de Val d'Isère où il a réalisé le meilleur temps de la manche de super G. Ces grandes performances sont confirmées par une première victoire en Coupe du monde le 13 décembre 2008 lors du géant de Val d'Isère où avec le dossard 22 il s'impose devant Massimiliano Blardone et Gauthier de Tessières. Cette première victoire est suivie d'une autre victoire en super-combiné cette fois-ci dans la station helvétique de Wengen devant Fill et son compatriote Silvan Zurbriggen. Enfin à Kitzbühel, il est tout près de faire un podium avec une quatrième place au combiné. Il symbolise avec Lara Gut chez les femmes la nouvelle génération du ski alpin suisse avant les mondiaux de Val d'Isère qui se déroulent en février 2009, il est classé avant le début de cette compétition au sixième rang du général.

### 2010: La confirmation
Sa saison 2010 débute par deux troisièmes places lors du géant de Sölden puis dans la descente de Lake Louise. À Beaver Creek, il réussit l'exploit de remporter le super-combiné devant son compatriote Didier Défago, la descente devant Didier Cuche et le géant. Il faut remonter à l'Autrichien Hermann Maier pour retrouver pareille performance avant lui en 1999 à Beaver Creek. En descente, il remporte une des plus belles courses de la coupe du monde, sa quatrième victoire de la saison sur le tracé du Lauberhorn à Wengen pour sa deuxième participation, en devançant Manuel Osborne-Paradis et Marco Büchel, la veille, il termine second derrière Bode Miller dans le super-combiné. Son compatriote Didier Cuche le gratifie : « Avec ce Carlo Janka là, il n'y avait rien à faire. Il est déconcertant de décontraction et de talent... ».
Aux Jeux olympiques de Vancouver, il termine tout d'abord onzième de la descente, huitième du Super G, quatrième du super-combiné. Il obtient l'or olympique en remportant le slalom géant devant les Norvégiens Kjetil Jansrud et Aksel Lund Svindal.
Lors des finales de la coupe du monde 2009-2010, en mars, il s'impose lors de la descente de Garmisch-Partenkirchen ce qui lui permet de prendre la tête du classement général de la coupe du monde devant Benjamin Raich. Deux jours plus tard, sa victoire lors du géant de Garmisch-Partenkirchen lui permet de terminer deuxième du classement de la spécialité mais surtout de remporter le globe de cristal de vainqueur de la coupe du monde 2010 avant même la dernière épreuve. À la suite de sa saison, il est élu skieur d'or en octobre 2010.

### 2011
Lors de la saison 2010-2011, il obtient son premier podium lors du super G de Lake Louise, disputé à la fin du mois de novembre. À Wengen, il obtient deux podiums en deux jours. Deuxième du super-combiné le 14 janvier, il termine troisième de la descente disputée le lendemain. En février, il obtient la troisième place du slalom géant de Hinterstoder. Il n'obtient pas de médaille lors des Championnats du monde de Garmisch-Partenkirchen mais figure à deux reprises dans les 10 premiers du super G et du slalom géant. À la suite de ces mondiaux, Janka décide de se faire opérer à Zurich du cœur. Il souffre en effet d'arythmie cardiaque. Dix jours après cette opération, Janka remporte sa course de reprise, le slalom géant de Kranjska Gora, avec 2 centièmes d'avance sur le Français Alexis Pinturault. Il termine finalement troisième du classement général, profitant de la 17e place d'Aksel Lund Svindal au slalom des finales de la coupe du monde, lui ne rapportant aucun point.

### Depuis 2011: traversée du désert puis de nouveau victorieux
Carlo Janka entame la saison 2012 avec une bonne quatrième place au slalom géant inaugural de Sölden. À Lake Louise, il ne trouve pas le bon rythme et ne réussit qu'une 28e place en descente comme meilleur résultat. Une semaine plus tard à Beaver Creek, il se reprend quelque peu avec une huitième place en slalom géant. Le retour en Europe ne va pas améliorer les résultats du skieur des Grisons. Après une décevante 39e place au super G de Val Gardena, Janka fait l'impasse sur les descentes de Val Gardena et de Bormio. Viennent ensuite les compétitions en terre helvétique. Après une encourageante douzième place à Adelboden, Carlo Janka réalise sa meilleure performance de la saison à Wengen où il se classe quatrième. À Kitzbühel, il ne termine que 47e. Pour revoir Janka parmi les dix meilleurs du classement, il faudra attendre les compétitions de Sotchi où il se classe cinquième en descente et septième en super G. Ses derniers tops dix de cette saison vont être réalisés en Norvège à Kvitfjell où il prend une septième place en descente et une huitième place en super G.
Carlo Janka ne réussit donc pas à monter une seule fois sur le podium au cours de cette saison 2012 décevante pour un athlète de ce niveau. Finalement, il se classe seulement 24e du classement général, 16e de celui du slalom géant, 17e en descente et 28e en super G.
Le 18 janvier 2013, il monte sur le podium pour la première fois depuis deux ans en se classant troisième du super-combiné de Wengen. Il bat au passage le record de vitesse en coupe du monde détenu depuis 2005 par Stefan Thanei. Le lendemain, ce record est battu par Johan Clarey durant la descente disputée dans la station suisse. Aux Jeux olympiques d'hiver de 2014 à Sotchi, le Suisse concourt sur quatre épreuves et termine deux fois dans le top dix : sixième à la descente et huitième au super-combiné. Comme en 2012, il échoue à monter sur le moindre podium individuel dans la Coupe du monde.
Le 16 janvier 2015, il renoue avec la victoire après quatre ans d'insuccès en remportant le super combiné de Wengen, où il enchaîne avec une troisième place à la descente. Aux Championnats du monde à Beaver Creek, son meilleur résultat est sixième du super-combiné, tandis qu'il se classe finalement dixième de la Coupe dumonde et gagne le petit globe de cristal du combiné. Il maintient sa position dans le top dix mondial l'hiver suivant, à la faveur de sa troisième place sur la descente de Kitzbühel derrière Peter Fill et Beat Feuz, puis de sa onzième victoire sur le circuit de la Coupe du monde, au super G de Jeongseon, où seul Christof Innerhofer est classé dans la même seconde que lui.
En 2016-2017, il monte pour la première fois sur le podium lors d'un slalom géant parallèle à Alta Badia. Aux Championnats du monde 2017, à Saint-Moritz, en Suisse, il ne court que le super-G, qu'il conclut au huitième rang.
En 2018, il prend part à ses troisièmes jeux olympiques à Pyeongchang, mais est seulement inscrit au combiné alpin, prenant le quinzième rang. Il a pourtant inscrit aucun point pour la Coupe du monde cet hiver.
Lors de la saison 2019-2020, il se concentre sur la discipline de la descente, réussissant à monter sur deux podiums, à Lake Louise, ainsi qu'à Kvitfjell en conclusion de l'hiver.
Il confirme sa spécialisation en 2021, se classant uniquement dans cette discipline en Coupe du monde et aux Championnats du monde à Cortina d'Ampezzo (neuvième place).
Il dispute les deux dernières courses de sa carrière en janvier 2022 lors des deux descentes de Wengen sur le Lauberhorn où il s'est imposé en descente de Coupe du Monde en 2010.

## Palmarès

### Jeux olympiques d'hiver
| Épreuve / Édition   | Descente | Super G | Slalom géant | Slalom | Combiné |
| JO 2010 Vancouver   | 11e      | 8e      | Or           | -      | 4e      |
| JO 2014 Sotchi      | 6e       | 22e     | 13e          | -      | 8e      |
| JO 2018 Pyeongchang | -        | -       | -            | -      | 15e     |

### Championnats du monde
| Épreuve / Édition               | Descente | Super G | Slalom géant | Slalom | Combiné |
| Mondiaux 2009 Val d'Isère       | Bronze   | 9e      | Or           | -      | Abandon |
| Mondiaux 2011 Garmisch          | -        | -       | 7e           | 7e     | -       |
| Mondiaux 2013 Schladming        | 19e      | 25e     | Abandon      | -      | 8e      |
| Mondiaux 2015 Vail-Beaver Creak | 9e       | 12e     | 11e          | -      | 6e      |
| Mondiaux 2017 Saint-Moritz      | -        | 8e      | -            | -      | -       |
| Mondiaux 2019 Åre               | 35e      | -       | -            | -      | 18e     |
| Mondiaux 2021 Cortina d'Ampezzo | 9e       | -       | -            | -      | -       |

### Coupe du monde
- Première course : 21 décembre 2005, géant de Kranjska Gora, DNF1
- 1 gros globe de cristal :
  - vainqueur du classement général en 2010.
- 2 petits globes de cristal :
  - vainqueur du classement du super combiné en 2009 et 2015.
- 28 podiums, dont 11 victoires[14].

|       | Descente                                   | Super G   | Slalom géant                        | Combiné      | Total |
| ----- | ------------------------------------------ | --------- | ----------------------------------- | ------------ | ----- |
| 2009  |                                            |           | Val d'Isère                         | Wengen       | 2     |
| 2010  | Beaver Creek Wengen Garmisch-Partenkirchen |           | Beaver Creek Garmisch-Partenkirchen | Beaver Creek | 6     |
| 2011  |                                            |           | Kranjska Gora                       |              | 1     |
| 2015  |                                            |           |                                     | Wengen       | 1     |
| 2016  |                                            | Jeongseon |                                     |              | 1     |
| Total | 3                                          | 1         | 4                                   | 3            | 11    |

| Année/Classement | Général | Général | Descente | Descente | Slalom | Slalom | Slalom géant | Slalom géant | Super G | Super G | Combiné | Combiné |
| Année/Classement | Class.  | Points  | Class.   | Points   | Class. | Points | Class.       | Points       | Class.  | Points  | Class.  | Points  |
| ---------------- | ------- | ------- | -------- | -------- | ------ | ------ | ------------ | ------------ | ------- | ------- | ------- | ------- |
| 2007             | 130e    | 11      | -        | -        | -      | -      | 40e          | 11           | -       | -       | -       | -       |
| 2008             | 64e     | 109     | 46e      | 13       | -      | -      | 28e          | 58           | 46e     | 6       | 31e     | 32      |
| 2009             | 7e      | 728     | 16e      | 174      | -      | -      | 6e           | 238          | 16e     | 74      | 1er     | 242     |
| 2010             | 1er     | 1197    | 2e       | 448      | -      | -      | 2e           | 341          | 6e      | 192     | 2e      | 216     |
| 2011             | 3e      | 793     | 9e       | 226      | -      | -      | 5e           | 235          | 6e      | 205     | 6e      | 112     |
| 2012             | 24e     | 451     | 17e      | 191      | -      | -      | 16e          | 147          | 28e     | 59      | 19e     | 54      |
| 2013             | 48e     | 175     | 38e      | 35       | -      | -      | 48e          | 7            | 27e     | 29      | 4e      | 86      |
| 2014             | 18e     | 390     | 20e      | 120      | -      | -      | 25e          | 89           | 14e     | 125     | 10e     | 56      |
| 2015             | 10e     | 643     | 17e      | 168      | -      | -      | 12e          | 167          | 11e     | 168     | 1er     | 140     |
| 2016             | 9e      | 737     | 9e       | 312      | -      | -      | 29e          | 76           | 5e      | 259     | 7e      | 90      |
| 2017             | 12e     | 446     | 7e       | 240      | -      | -      | 20e          | 114          | 19e     | 80      | 30e     | 12      |
| 2019             | 58e     | 123     | 19e      | 90       | -      | -      | -            | -            | 41e     | 18      | 29e     | 15      |
| 2020             | 28e     | 277     | 8e       | 259      | -      | -      | -            | -            | 38e     | 18      | -       | -       |
| 2021             | 61e     | 137     | 13e      | 137      | -      | -      | -            | -            | -       | -       | -       | -       |
| 2022             | 116e    | 24      | 40e      | 24       | -      | -      | -            | -            | -       | -       | -       | -       |

### Coupe d'Europe
- Première course : 30 janvier 2004, géant de St-Moritz, DNQ
- 4e du classement général en 2007.
- 4ème du combiné en 2007
- 5 podiums (3 en géant, 1 Super G et 1 combiné)

| Année/Classement | Général | Général | Descente | Descente | Slalom | Slalom | Slalom géant | Slalom géant | Super G | Super G | Combiné | Combiné |
| Année/Classement | Class.  | Points  | Class.   | Points   | Class. | Points | Class.       | Points       | Class.  | Points  | Class.  | Points  |
| ---------------- | ------- | ------- | -------- | -------- | ------ | ------ | ------------ | ------------ | ------- | ------- | ------- | ------- |
| 2006             | 10e     | 557     | 66e      | 1        | 91e    | 7      | 6e           | 377          | 11e     | 122     | 4e      | 50      |
| 2007             | 4e      | 529     | 20e      | 38       | 12e    | 172    | 11e          | 216          | 39e     | 7       | 3e      | 96      |
| 2008             | 67e     | 129     | 45e      | 27       | -      | -      | 78e          | 1            | 13e     | 101     | -       | -       |

### Championnats du monde junior
| Épreuve / Édition         | Descente | Super G | Slalom géant | Slalom |
| Mondiaux 2005 Bardonnèche | 9e       | 16e     | DNF2         | 22e    |
| Mondiaux 2006 Québec      | DNF      | 7e      | Bronze       | DNF1   |

### Championnats de Suisse
Vice-champion du combiné 2009
 Vice-champion du géant 2011
 Vice-champion du combiné 2014
 Vice-champion de descente 2014
 Troisième du combiné 2008
 Troisième de descente 2009
 Troisième du Super G 2014
 Troisième du Super G 2019